# Percy Daggs III
Percy Daggs III (Long Beach, Califórnia, 20 de julho de 1982) é um ator norte-americano conhecido pelo personagem Wallace Fennel na série de televisão Veronica Mars.

## Biografia
Percy já estrelou comerciais de TV para a Hot Pockets e Orbit Gum. Apareceu em séries de TV como  Boston Public, The Guardian, NYPD Blue e The Nightmare Room.
Tem um irmão mais velho chamado Cardin e dois irmão mais novos chamados Selena e Rueben. Sua irmã Selena apareceu no programa da MTV "Made", como uma aspirante a surfista.

## Filmografia
| Ano  | Título           | Papel         | Notas |
| 2008 | American Son     | Shawn         |       |
| 2001 | Blue Hill Avenue | Money (jovem) |       |

## Televisão
| Ano         | Título             | Papel             | Notas        |
| 2008        | Raising the Bar    | Terrence Fletcher | 1 episódio   |
| 2008        | In Plain Sight     | Lawrence          | 1 episódio   |
| 2007 / 2004 | Veronica Mars      | Wallace Fennel    | 64 episódios |
| 2003 / 2002 | Boston Public      | Rob               | 2 episódios  |
| 2003        | The Guardian       | Antoine Sanders   | 1 episódio   |
| 2002        | NYPD Blue          | Kelvin Hodges     | 1 episódio   |
| 2002        | Family Law         | Kordell           | 1 episódio   |
| 2002        | The Nightmare Room |                   | 1 episódio   |
| 2001        | The Amanda Show    |                   | 1 episódio   |
| 2000        | Freaks and Geeks   | Mathlete #2       | 1 episódio   |
| 1998        | To Have & to Hold  | Jimmy             | 1 episódio   |
| 1998        | Any Day Now        |                   | 1 episódio   |

## Prêmios e Indicações
| Ano  | Resultado | Premiação         | Indicação                         |
| ---- | --------- | ----------------- | --------------------------------- |
| 2006 | Indicado  | Teen Choice Award | Melhor amigo / Por: Veronica Mars |